# Alloscirtetica diplaspis
Alloscirtetica diplaspis är en biart som först beskrevs av Cockerell 1926.  Alloscirtetica diplaspis ingår i släktet Alloscirtetica och familjen långtungebin. Inga underarter finns listade i Catalogue of Life.